# Ácido tefílico
El ácido tefílico es un compuesto químico cuya fórmula es HOTeF5. Este ácido fuerte está muy relacionado con el ácido ortotelúrico, Te(OH)6. El ácido tefílico tiene una geometría octaédrica algo deformada.

## Preparación
El ácido tefílico se descubrió accidentalmente por Engelbrecht y Sladky. En su síntesis no se obtuvo el fluoruro de telurilo TeO2F2 previsto, sino una mezcla de compuestos telúricos volátiles que contenían el HOTeF5:
BaTeO4 + 10HOSO2F → HOTeF5 (25%)
El ácido tefílico también puede obtenerse a partir del ácido fluorosulfónico y el telurato de bario:
5HOSO
2F + BaO
2Te(OH)
4 → HOTeF
5 + 4H
2SO
4 + BaSO
4
Es también el primer producto de hidrólisis del hexafluoruro de teluro:
TeF
6 + H
2O → HOTeF
5 + HF

## Teflatos

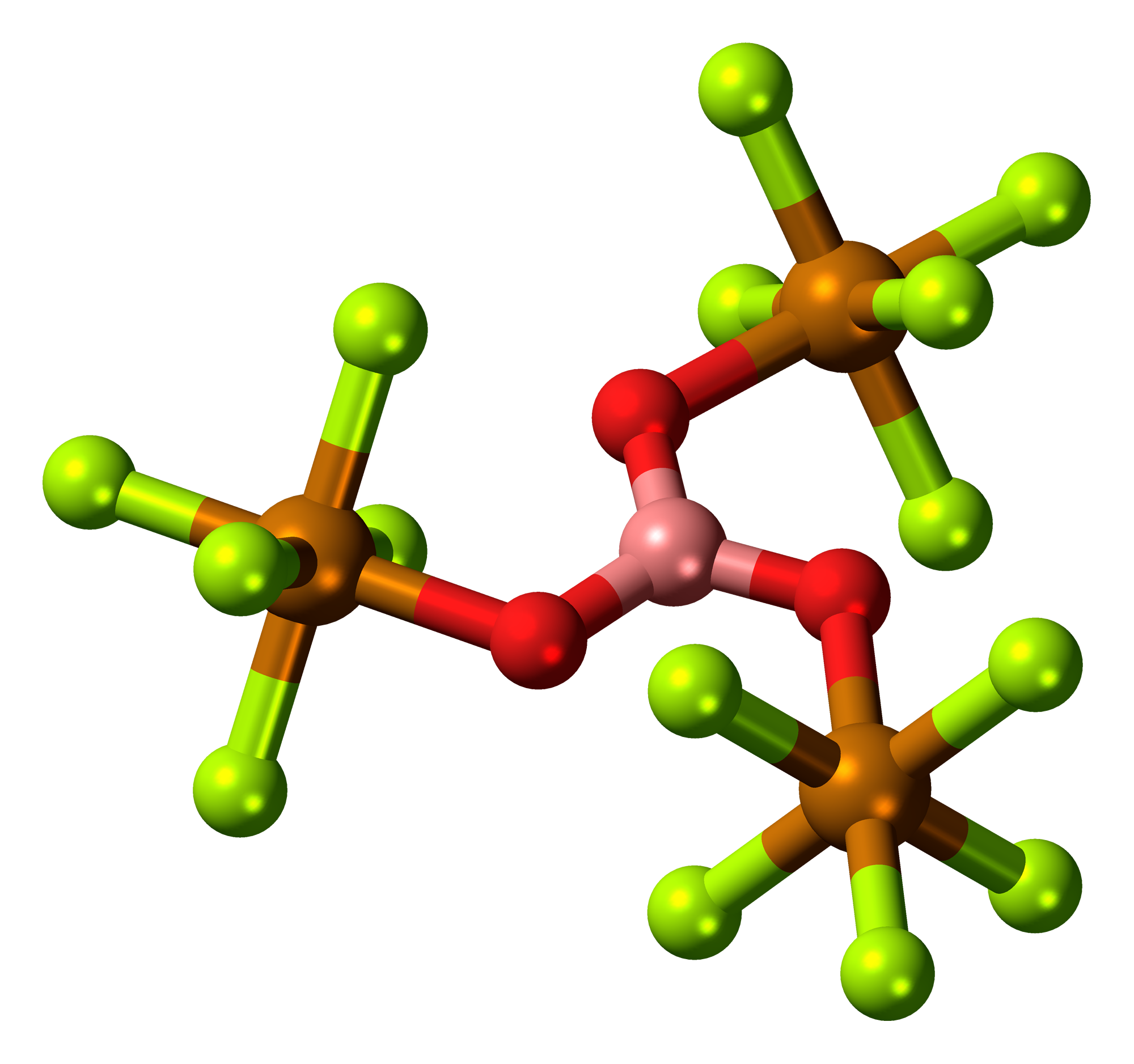
Teflato de boro

La base conjugada del ácido tefílico se denomina anión teflato, F5TeO- (no confundir con triflato). Se conocen muchos teflatos, un ejemplo es el B(OTeF5)3, que puede pirolizarse para formar el anhídrido ácido O(TeF5)2.
2B(OTeF
5)
3 → 2 B(OTeF
5)
2F + O(TeF
5)
2
El anión teflato es conocido por su resistencia a la oxidación. Esta propiedad ha permitido la preparación de varias sustancias muy inusuales, como los hexateflatos M(OTeF
5)−
6 (en el que M = As, Sb, Bi). El xenón forma el catión Xe(OTeF5)+.